# Бхаскара I
Бха́скара (маратхи भास्कर, ок. 600 — ок. 680, обычно называемый Бхаскарой I, чтобы отличить его от другого индийского учёного, Бхаскары II, жившего в XII веке) — выдающийся индийский математик и астроном.
Известен его комментарий к книге Ариабхаты. Написал два астрономических трактата «Махабхаскария» и «Лагхубхаскакия», в которых, в частности, рассматривал элементы тригонометрии и неопределённые линейные уравнения.
Интерес представляет формула синусоидального приближения Бхаскары I. Формула представляет собой рациональное выражение в одной переменной для вычисление приблизительных значений тригонометрических синусов:
{\displaystyle \sin x\approx {\frac {16x(\pi -x)}{5\pi ^{2}-4x(\pi -x)}},\qquad (0\leq x\leq \pi )}
Относительная погрешность формулы менее 1,9 % (наибольшее отклонение {\displaystyle {\frac {16}{5\pi }}-1\approx 1,859\%} при {\displaystyle x=0}).

### Издания трудов
- Bhaskara I. Mahabhaskariya, English transl. by K. S. Shukla. Lucknow, 1960.
- Bhaskara I. Laghubhaskariya. English transl. by K. S. Shukla. Lucknow, 1963.